# Oskar Ackermann

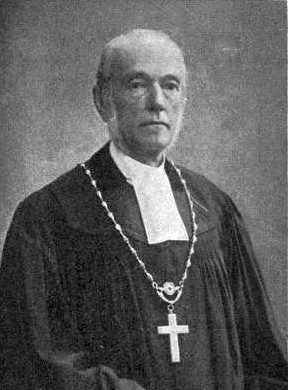
Oskar Ackermann

Heinrich Ludwig Oskar Ackermann (* 19. Oktober 1836 in Leipzig; † 5. Oktober 1913 in Dresden) war ein deutscher evangelischer Pfarrer und Theologe.

## Leben und Wirken
Ackermann war der Sohn des Pfarrers Friedrich August Ludwig Ackermann (1804–1858) und dessen Ehefrau Emilie Schäfer (1805–1848). Da diese zuletzt in Wittgensdorf gewohnt haben, wird in einigen Publikationen, zum Beispiel im Archiv der Burschenschaft Dresdensia Leipzig (Stammrolle von 1853 bis 1899),  Wittgensdorf als sein Geburtsort 1836 angegeben. Er ist jedoch in Leipzig geboren, wie dies u. a. durch die von ihm autorisierte Eintragung im Handbuch Der sächsische Landtag 1909-1915 und Reinhold Grünberg: Sächsisches Pfarrerbuch – Die Parochien und Pfarrer der Ev.-luth. Landeskirche Sachsens (1539–1939), S. 2 hervorgeht.
Ackermann besuchte von 1850 bis 1855 das Gymnasium in Meißen. Ab 16. April 1855 (Immatrikulationsdatum) studierte er Theologie in Leipzig. Dort gehörte er seit dem 7. Juli 1855 der Leipziger Burschenschaft Dresdensia an. Er war Doktor der Theologie und der Philosophie. Nachdem er 1861 eine Stelle als Katechet an der königlichen Heilanstalt Sonnenstein angetreten hatte, wurde er bereits im folgenden Jahr als Religionslehrer an das Gymnasium in Zwickau befördert. 1866 übernahm er eine Stelle als Religionslehrer und Professor an der königlichen Landesschule St. Afra in Meißen. 1883 übernahm er die Pfarrstelle in Meißen und wurde gleichzeitig Superintendent der dortigen Ephorie. 1888 wurde er zum Oberkonsistorialrat ernannt und bekleidete schließlich von 1898 bis 1910 das einflussreiche Amt des Oberhofpredigers in der sächsischen Residenzstadt Dresden. Von Amts wegen war er Abgeordneter in der I. Kammer des Sächsischen Landtags. Zudem war Vizepräsident des evangelisch-lutherischen Landeskonsortiums.
1893 wurde er von der Universität Leipzig mit dem Ehrendoktortitel geehrt. 1905 erhielt er von sächsischen König Friedrich August III. ein goldenes Kreuz geschenkt, das noch heute als Bischofskreuz von den sächsischen Bischöfen getragen wird.
Sein Grab befindet sich auf dem Trinitatisfriedhof in Dresden-Johannstadt.

## Werke
- Das Heidenthum nach der heiligen Schrift Neuen Testaments. Zwickau 1864 Gymnasialprogramm
- Die Evangelienkritik. Übersicht über ihre Entwicklung und ihren gegenwertigen Stand. 1866 Gymnasialprogramm
- Die Bedingungen einer gesegneten Synodalarbeit. Dresden: v. Zahn u. Jaensch, 1901.
- Lasset uns halten an dem Bekenntnis der Hoffnung! Dresden: v. Zahn & Jaensch, 1906.